# Emirato di Soran
L'Emirato di Soran (in curdo میرنشینی سۆران‎) era un emirato curdo medievale fondato prima della conquista del Kurdistan da parte dell'Impero ottomano nel 1514. Fu successivamente rianimato dall'emiro Kor con sede a Rawandiz dal 1816 al 1836. Kor fu estromesso da un'offensiva degli ottomani.

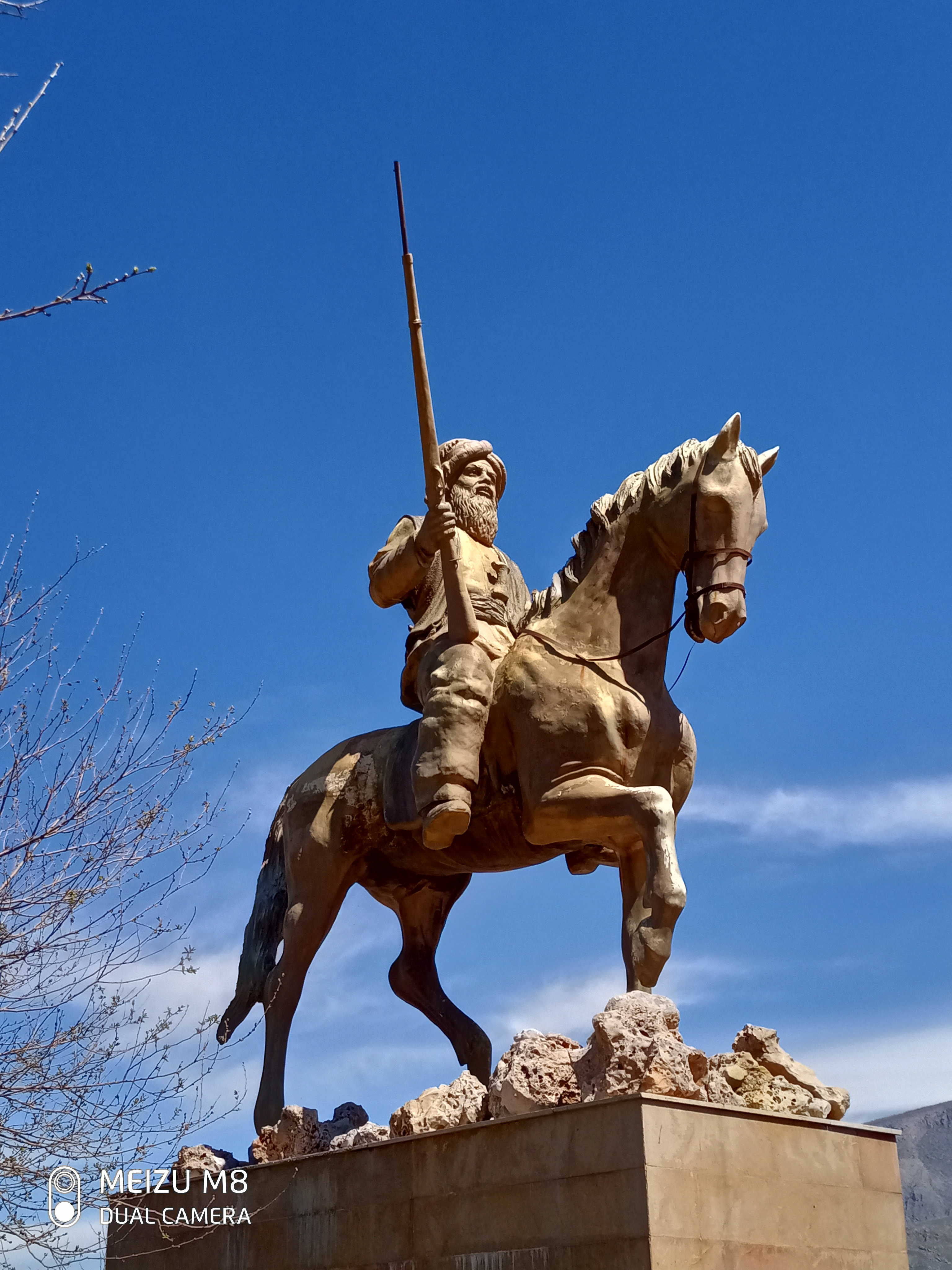
La statua di Muhammad Pasha di Rawanduz a Rawanduz

## Primi anni
Anche se non esiste una data certa sull'origine dell'Emirato di Soran, lo storico curdo Sharaf al-Din Bitlisi menziona l'emirato nello Sharafnama nel 1597 che fu stabilito da un pastore di nome Isa. Bitlisi afferma che gli abitanti del villaggio seguirono rapidamente il popolare Isa e attaccarono il castello di Rewan dove si stabilirono. Adottarono il nome Soran che significa 'dal rosso' dalle pietre rosse nei pressi del castello. Lo studioso Qadir Muhammad Muhammad scrive che l'emirato fu probabilmente fondato tra il 1330 e il 1430.
Anni dopo, durante la battaglia di Cialdiran nel 1514 tra gli ottomani e Safavidi, l'Emirato riuscì a conquistare terre tra Erbil e Kirkuk. Nel 1534, l'emiro Ezaddin Sher fu giustiziato da Solimano il Magnifico per via del trattamento riservato ai servi dell'imperatore e l'emirato fu dato agli yazidi guidati da Hussein Beg. Quest'ultimo governò come un brutale tiranno e fu presto rovesciato dalla famiglia del precedente emiro guidata dall'emiro Saifaddin il quale fu a sua volta giustiziato dall'imperatore a Costantinopoli, spingendo l'emirato nell'anarchia.

## Sotto l'emiro Kor
L'ultimo principe dell'emirato fu l'emiro Muhammad Kor, che regnò dal 1813 al 1836. Il padre, Mustafa Beg, gli consegnò pacificamente il principato. Nei primi anni del suo governo riuscì a consolidare il suo potere e iniziò a lanciare attacchi contro il vicino principato di Baban. Occupò Harir nel 1822, Koysinjaq, Altunkupri ed Erbil nel 1823 e conquistò Akre e Raniyah nel 1824. Il fiume Zab fu stabilito come confine tra i due emirati.
Mentre la regione subì un vuoto di potere a causa del declino di Baban, della guerra russo-turca dal 1828 al 1829 e della guerra egiziano-ottomana dal 1831 al 1833, guidò una forza tribale a Rawandiz, costruì una cittadella nella città e costituì un esercito. Tra il 1831 e il 1834 riuscì a catturare diversi paesi e città in altri emirati curdi. Nel 1831 conquistò l'emirato di Bahdinan di Amedi. Kor allargò ulteriormente la sua influenza a Mardin, Cizre e Nusaybin, costringendo il sovrano del Bohtan Mir Sevdin ad accettare la sua autorità, un fatto che causò serie preoccupazioni nella capitale ottomana Costantinopoli. Kor catturò quindi Akre e oppresse gli yazidi nelle nuove aree appena conquistate.
Sotto l'emiro Kor, l'emirato di Soran sviluppò un potente esercito che consisteva tra i 30.000 e i 50.000 moschettieri tribali a cui venivano dati stipendi regolari, con l'aspetto di un esercito nazionale. Lo stesso Kor mangiava ogni sera con 100-200 soldati di diverse tribù. Una moltitudine di tribù diverse si unirono al suo esercito come Baliki, Rewendek, Sidek, Shirwani, Rusuri, Malibas, Sheikhab, Nurik, Kheilani, Hnearai, Sheikh Mahmudi, Kassan, Derijiki, Bamami, Sekw, Shikuli, Mendik, Baimar e Piraji.
Temendo una cooperazione tra l'Emirato di Soran e Muhammad Ali d'Egitto, gli ottomani inviarono un esercito a Soran nel 1834. Kor riuscì a respingere le forze e spingersi verso l'Iran. Ciò portò i notabili curdi di Bradost, Akre e Amedi a lamentarsi con Reşid Mehmed Pasha del governo ottomano sostenendo di essere stati oppressi dal Mir Kor di Soran.
Kor cercò di sottomettere gli Assiri di Tyari nel 1834, ma subì un'umiliante sconfitta nei pressi del villaggio di Lezan nel Basso Tyari. Questa sconfitta giocò un ruolo importante nella caduta dell'emirato. Una seconda offensiva ottomana fu avviata nel 1836 che costrinse Kor a ritirarsi a Rawandiz, principalmente a causa della mancanza di sostegno da parte dei suoi alleati tribali.
Dopo aver fatto pressioni per arrendersi dalla situazione data, l'emiro Kor si recò a Istanbul per i negoziati, dove gli fu conferita l'autorità sull'area dell'Emirato di Soran. Tuttavia sulla via del ritorno scomparve nell'area del Mar Nero. L'Impero ottomano sostenne suo fratello Rasul come emiro dell'Emirato. L'Emirato alla fine cadde vittima della crescente centralizzazione dell'Impero ottomano.

## Presa di coscienza curda
Ci furono tratti di presa di coscienza curda da parte dell'Emirato di Soran, incluso il desiderio di unire tutte le aree curde sotto un unico dominio e l'uso di uniformi curde per il proprio esercito. Su questo elemento, il fratello di Emir Kor, Rasul, disse allo scrittore e viaggiatore britannico Frederick Milingen:
Inoltre, il ricercatore Ghalib scrive: